# Thermalbad Wiesenbad
Thermalbad Wiesenbad är en kommun och ort i Landkreis Erzgebirgskreis i förbundslandet Sachsen i Tyskland. Kommunen har cirka 3 200 invånare.